# Alfred Yekatom
Alfred Yekatom, né le 23 juin 1976 en République centrafricaine, est un milicien et un homme politique centrafricain. Il est poursuivi par la Cour pénale internationale pour des actes commis lors de la troisième guerre civile de Centrafrique. 

## Biographie
Caporal-chef dans les Forces armées centrafricaines, il prend la tête d'une milice dirigeant le mouvement anti-balaka, sous le nom de « colonel Rombhot » (ou Rambo), à la fin 2013, lors de la troisième guerre civile centrafricaine. Il établit son quartier général à Batalimo et contrôle une douzaine de points de passage avec une troupe de miliciens équipés de fusils d'assaut, notamment le pont sur la rivière Oubangui reliant Bimbo et Bangui à Mbaïki (préfecture de Lobaye). Pendant plusieurs mois, sa milice rançonne les véhicules et des témoins assurent avoir vu Yekatom tuer des civils.
Le 20 août 2015, en application de l'article 11 de la résolution 2196, il est inscrit sur la liste des personnes « se livrant ou apportant un appui à des actes qui compromettent la paix, la stabilité ou la sécurité en RCA, y compris des actes qui mettent en péril ou violent les accords de transition, menacent ou entravent la transition politique, notamment la transition vers des élections démocratiques libres et régulières, ou alimentent les violences ». 
Moins de six mois plus tard, en février 2016, il est élu député de la circonscription de Mbaïki II. Les experts de l'UNO notent qu'il a « intimidé les électeurs et harcelé les autres candidats dans sa circonscription ». Il se lance aussi dans les affaires en proposant des services de sécurité privés.
Le 29 octobre 2018, il tire deux coups de feu en l'air dans le Parlement, alors que les députés sont en train de choisir un président. Il est immédiatement arrêté et perd son immunité parlementaire. Inculpé le 11 novembre, il est transféré le 17 à la Cour pénale internationale (CPI) à La Haye. La Cour invoque « des motifs raisonnables de croire que M. Yekatom aurait commis ou ordonné, sollicité, encouragé et facilité la commission » de crimes contre l’humanité et de crimes de guerre entre décembre 2013 et août 2014. Son procès, au côté de Patrice-Edouard Ngaïssona, s'ouvre en février 2021.